# Queen’s Award for Voluntary Service
Der Queen’s Award for Voluntary Service (deutsch: Auszeichnung für Freiwilligendienst durch die britische Königin) ist eine jährliche Auszeichnung für außergewöhnliche Gruppen von Freiwilligen, die einen positiven Einfluss in ihrer örtlichen Gemeinschaft im Vereinigten Königreich ausüben und durch ihre Arbeit anderen zugutekommen. Sie ist äquivalent zum Ritterorden MBE (Most Excellent Order of the British Empire) und die höchste Auszeichnung, die eine Freiwilligengruppe im Vereinigten Königreich bekommen kann.
Lokale Bewertungsgremien begutachten alle eingegangenen Nominierungen und entscheiden, welche von diesen an das National Award Committee weitergereicht werden. Dieses gibt dann Empfehlungen an das Ministerium für Digitales, Kultur, Medien und Sport (DCMS), das schließlich der Königin zur formalen Genehmigung die endgültige Liste gibt. Die bestätigten Gruppen werden in der London Gazette am 2. Juni jeden Jahres, dem Jahrestag der Krönung der Königin Elizabeth II., verkündet.

## Ursprung
Die Auszeichnung für Freiwilligendienst wurde von Königin Elizabeth II. am 30. April 2002 während ihrer Rede zum Goldenen Jubiläum, dem fünfzigsten Jahrestag der Thronbesteigung der Königin, vor dem House of Lords und dem House of Commons ausgerufen. Die ersten Auszeichnungen wurden im Jahr 2003 vergeben.

## Nominierungs- und Auswahlkriterien
Jede Gruppe bestehend aus mindestens zwei Personen, die sich ehrenamtlich engagieren, kann für die Auszeichnung nominiert werden. Dabei sollte die Mehrheit der Gruppe aus Freiwilligen bestehen, von denen mehr als die Hälfte das Aufenthaltsrecht in Großbritannien besitzen muss.
Die Gruppe sollte durch ihr ehrenamtliches Engagement einen konkreten Nutzen in einem örtlichen Gebiet erbringen. Dies kann ein direkter Nutzen sein, wie die Unterstützung von Einzelpersonen und Gruppen oder die Bereitstellung von Einrichtungen und Erfahrungen. Der Nutzen kann aber auch indirekt sein, z. B. durch die Erhaltung des örtlichen Erbes und der Umwelt oder die Förderung des Zusammenhalts der Gemeinschaft. Diejenigen, die von den Aktivitäten der Gruppe profitieren, können im Ausland oder im Vereinigten Königreich ansässig sein (oder beides), aber die Gruppe muss in einer Region oder einem Land des Vereinigten Königreichs ansässig sein. Sie kann auch eine Zweigstelle einer größeren regionalen oder nationalen Organisation sein oder einer solchen angehören, sollte jedoch einen unverwechselbaren Ansatz vor Ort initiiert und entwickelt haben, sodass die Leistungen der Gruppe über das hinausgehen, was von ähnlichen Gruppen im Netzwerk der größeren Organisation erwartet wird.
Außerdem sollte die Gruppe von der örtlichen Gemeinschaft und den Menschen, die von ihr profitieren, unterstützt, anerkannt und respektiert werden. Die Gruppen müssen seit mindestens drei Jahren auf einem konstant hohen Niveau arbeiten. Weiterhin muss die Gruppe die Anforderungen zum Schutz von Kindern und schutzbedürftigen Erwachsenen erfüllen und über eine Betriebshaftpflichtversicherung verfügen. Gruppen, die in einem gesetzlichen Rahmen arbeiten, wie z. B. Krankenhäuser, Polizei oder Schulen, können ebenfalls nominiert werden, müssen jedoch die besondere Rolle und Richtung ihrer Freiwilligenarbeit -- wie auch die anderen Gruppen -- hervorheben.
Um nominiert zu werden, müssen Briefe von zwei Personen, die die Nominierung der Gruppe unterstützen und unabhängig von der Gruppe sind, vorliegen. Dies können bspw. Personen sein, die von der Arbeit der Gruppe profitiert oder die die Arbeit der Gruppe kennen. Die Briefe müssen beinhalten, wie die Gruppe der örtlichen Gemeinschaft hilft und woher sie die Gruppe kennen.
Um die Auszeichnung letztlich zu erhalten, muss es Belege für die Notwendigkeit der Aktivität der Gruppe, ihre Wirkung auf andere und ihren Ruf geben. Weiterhin muss es Belege geben, dass die ehrenamtliche Tätigkeit außergewöhnlich ist und dass die Freiwilligen die Arbeit der Gruppe initiieren und bestimmen. Es wird dabei berücksichtigt, inwieweit die Gruppe in ihrer Organisation und bei ihren ehrenamtlichen Arbeiten Exzellenzstandards erreicht hat.

## Verfahren zur Bewertung und Auswahl der Gewinner
Jede Nominierung wird zunächst anhand von Kriterien (siehe Abschnitt „Nominierungs- und Auswahlkriterien“) auf ihre Eignung geprüft. Sie wird dann vor Ort in dem County/Lieutenancy-Gebiet bewertet, in dem die Gruppe aktiv ist. Dieser lokale Beurteilungsprozess wird vom Lord Lieutenant, dem persönlichen Vertreter der Königin in dem Gebiet, koordiniert und beinhaltet in der Regel den Besuch von zwei Deputy Lieutenants bei der nominierten Gruppe. Während des örtlichen Beurteilungsbesuchs wird die Gruppe gebeten, wichtige Informationen und Daten zur Verfügung zu stellen, um zu zeigen, dass sie gut geführt wird und hervorragende Arbeit leistet. Im Anschluss an den Besuch wird einem örtlichen Gremium ein Bericht vorgelegt, das über die Empfehlung der Gruppe entscheidet.
Alle Gruppen, die von der örtlichen Lieutenancy empfohlen werden, werden dann von einem unabhängigen nationalen Bewertungsausschuss aus Experten des Freiwilligensektors aus ganz Großbritannien geprüft. Das Komitee bewertet die Vorzüge jeder Gruppe unter Berücksichtigung der anfänglichen örtlichen Bewertung, um Gruppen zu identifizieren, die außergewöhnlich sind. Das Komitee erstellt dann eine Auswahlliste der empfohlenen Gruppen, die der Minister der Königin zur Genehmigung vorlegt.
Sobald die Königin ihre formale Genehmigung erteilt hat, werden die Empfänger der Auszeichnung informiert. Die Nachricht muss jedoch bis zur öffentlichen Bekanntgabe am 2. Juni, dem Jahrestag der Krönung der Königin, streng vertraulich bleiben. Eine Liste der Award-Empfänger wird in der London Gazette veröffentlicht.